# 희비 왕씨
희비 왕씨(중국어: 王僖妃, 생년 미상 - 1589년)는 명 신종의 후궁이다.

## 생애
왕씨는 명 신종 때 궁궐에 단신으로 남았고, 출가하지 않았다.
만력 17년 10월, 희비(僖妃)로 추봉하여 금산 황족원침에 장례를 치뤘으나, 시호는 추존하지 않았다.